# Erzbistum Amalfi-Cava de’ Tirreni
Das Erzbistum Amalfi-Cava de’ Tirreni (lat.: Archidioecesis Amalphitana-Cavensis, ital.: Arcidiocesi di Amalfi-Cava de’ Tirreni) ist eine in Italien gelegene römisch-katholische Erzdiözese mit Sitz in Amalfi.

## Geschichte
Im 6. Jahrhundert wurde das Bistum Amalfi errichtet. Im Jahre 987 wurde es durch Papst Johannes XV. zum Erzbistum erhoben. Dem Erzbistum Amalfi wurden die Bistümer Scala, Minori, Lettere und Capri als Suffraganbistümer unterstellt.
Die Bistümer Minori und Scala wurden am 27. Juni 1818 durch Papst Pius VII. mit der Apostolischen Konstitution De ulteriori aufgelöst und ihr Territorium wurde dem Erzbistum Amalfi angegliedert. Am 30. September 1986 wurde dem Erzbistum Amalfi durch die Kongregation für die Bischöfe mit dem Dekret Instantibus votis das Bistum Cava angegliedert. Das Erzbistum Amalfi-Cava de’ Tirreni ist dem Erzbistum Salerno-Campagna-Acerno als Suffraganbistum unterstellt.

## Einzelnachweise

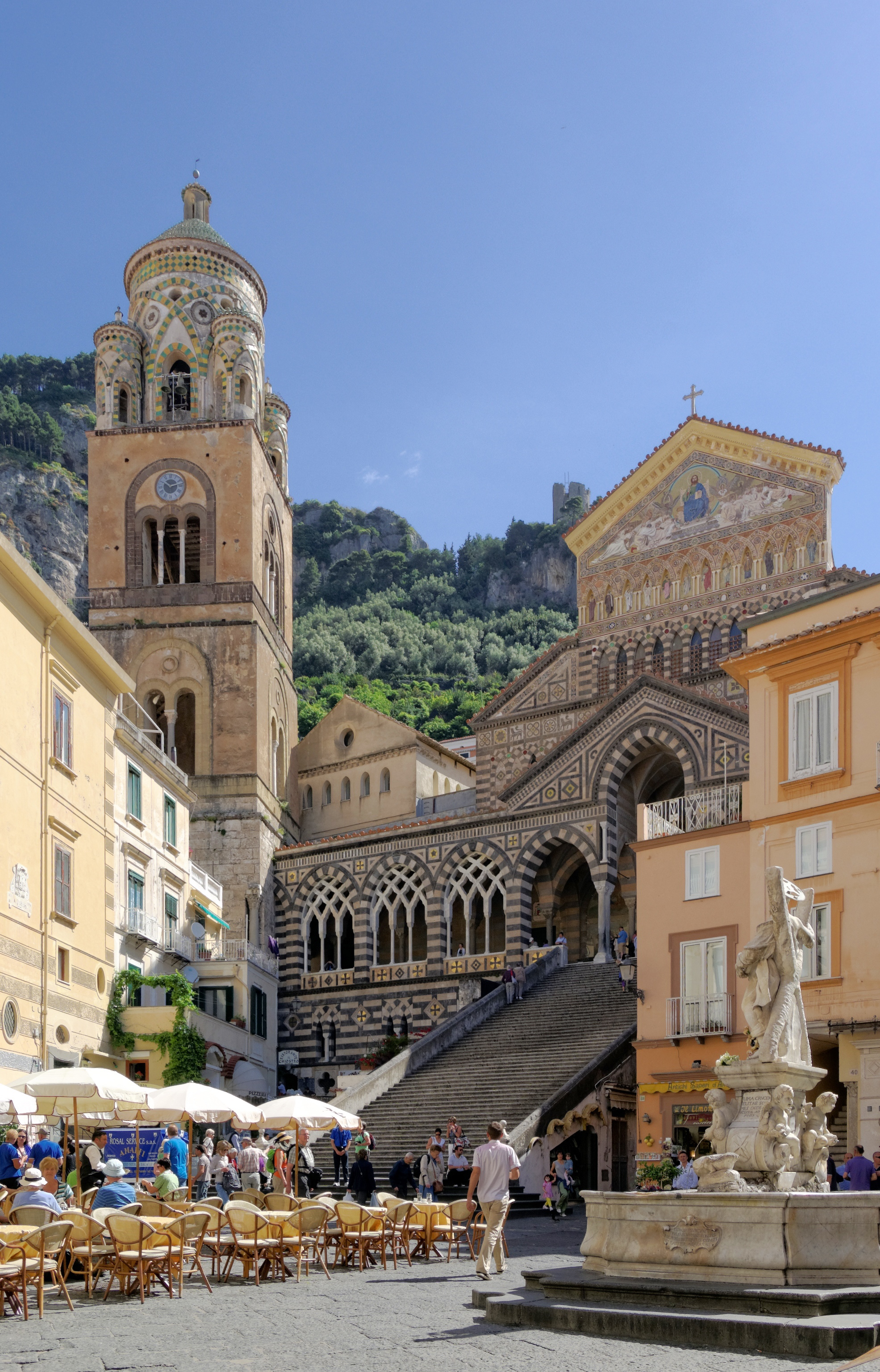
Amalfi, Kathedrale Sant’Andrea Apostolo